# La dame rouge tua sept fois
Pour plus de détails, voir Fiche technique et Distribution.
La dame rouge tua sept fois (La dama rossa uccide sette volte) est un giallo ouest-germano-italien réalisé par Emilio Miraglia, sorti en 1972.

## Synopsis
Selon une ancienne légende, la dynastie Wildenbrück serait maudite depuis de nombreuses générations. En effet, tous les cent ans, une habitante du château Wildenbrück en Bavière serait possédée par celle que l'on nomme « la Dame rouge », et se verrait contrainte d'assassiner sept personnes pour prolonger la malédiction. La légende veut que sa dernière victime soit « la Dame noire », c'est-à-dire la propre sœur de la possédée.
En 1972, Kathy Wildenbrück, photographe de mode à l'agence Springe, se dispute violemment avec sa sœur Évelyne, dans le jardin du château familial. S'ensuit un affrontement au cours duquel Kathy tue accidentellement sa sœur.
Quelque temps plus tard, des proches de la jeune femme sont tués sous les coups de poignard d'une étrange silhouette vêtue de rouge. Quelques témoins ayant aperçu le meurtrier érigent un portrait robot, ressemblant de façon troublante à Évelyne. Cette dernière est pourtant morte depuis peu...

## Fiche technique
- Titre français : La dame rouge tua sept fois[1]
- Titre original italien : La dama rossa uccide sette volte[2]
- Titres allemands : Die Rote Dame ou Die rote Dame tötet Siebenmal ou Horror House
- Réalisation : Emilio Miraglia
- Scénario : Fabio Pittorru (it) et Emilio Miraglia
- Production : Elio Di Pietro
- Musique : Bruno Nicolai
- Photographie : Alberto Spagnoli
- Montage : Romeo Ciatti
- Décors et costumes : Lorenzo Baraldi (it)
- Sociétés de production : Phoenix Cinematografica, Romano Film, Traian Boeru
- Pays d'origine :  Italie,  Allemagne de l'Ouest
- Langue : italien
- Format : Couleurs - 2,35:1 - Mono - 35 mm
- Genre : Giallo, fantastique, épouvante[1]
- Durée : 100 minutes
- Dates de sortie : 
  - Italie : 18 août 1972
  - France : 21 janvier 1973[1]
- Classification :
  - Italie : Interdit aux moins de 14 ans[2]

## Distribution
- Barbara Bouchet : Kitty Wildenbrück
- Ugo Pagliai : Martin Hoffmann
- Marina Malfatti : Franziska Wildenbrück
- Marino Masè : l'inspecteur de police
- Pia Giancaro : Rosemary
- Sybil Danning : Lulu Palm
- Nino Korda : Herbert Zieler
- Fabrizio Moresco : Peter
- Rudolf Schündler : Tobias Wildenbrück
- Bruno Bertocci : Hans

## Autour du film
- Le tournage s'est déroulé en avril 1972 dans la ville allemande de Wurtzbourg, en Bavière.